# Monograptus
Monograptus – wymarły rodzaj graptolitów żyjący w okresie  sylurskim i w najwcześniejszym dewonie. 
Opis
Rabdozom jednogałązkowy, teki tylko z jednej strony (jednoseryjny). Może być prosty lub spiralnie zwinięty.  
Znaczenie:
Skamieniałości różnych gatunków Monograptus są jednymi z podstawowych skamieniałościami przewodnimi w syluru i niższej części dewonu wczesnego, zwłaszcza Europy i Ameryki Północnej. 
Występowanie:
Rodzaj kosmopolityczny, znany ze wszystkich kontynentów z wyjątkiem Antarktydy, choć w Afryce tylko z jej północnej części, a  z Ameryki  Południowej i Australii znany tylko z pojedynczych lokalizacji. Występuje również w Polsce, m.in. w Górach Bardzkich i Górach Świętokrzyskich. 
Zasięg wiekowy
Sylur, wczesny dewon (lochkow, prag)
Wybrane gatunki o dużej wartości stratygraficznej:
- Monograptus spiralis
- Monograptus sedgwicki
- Monograptus uniformis